# Andrés Colorado
Andrés Felipe Colorado Sánchez (ur. 1 grudnia 1998 w El Cerrito) – kolumbijski piłkarz występujący na pozycji defensywnego pomocnika, reprezentant Kolumbii, od 2024 roku zawodnik Junior.
Jest bratem Jeana Colorado, również piłkarza.